# داود عمون
{{صندوق معلومات شخص
| الصورة = Daoud Amoun 2.jpg
داود أنطون عمون (1286 هـ / 1869م - 1341 هـ / 1922)، رئيس أول مجلس نيابي في لبنان وذلك من 22 سبتمبر 1920 حتى 8 مارس 1922 وذلك في فترة الانتداب الفرنسي.